# Cantone di Châtenois
Il Cantone di Châtenois era una divisione amministrativa dell'arrondissement di Neufchâteau.
È stato soppresso a seguito della riforma complessiva dei cantoni del 2014, che è entrata in vigore con le elezioni dipartimentali del 2015.
Comprendeva i comuni di:
- Aouze
- Aroffe
- Balléville
- Châtenois
- Courcelles-sous-Châtenois
- Darney-aux-Chênes
- Dolaincourt
- Dommartin-sur-Vraine
- Gironcourt-sur-Vraine
- Houécourt
- Longchamp-sous-Châtenois
- Maconcourt
- Morelmaison
- La Neuveville-sous-Châtenois
- Ollainville
- Pleuvezain
- Rainville
- Removille
- Rouvres-la-Chétive
- Saint-Paul
- Sandaucourt
- Soncourt
- Vicherey
- Viocourt
- Vouxey